# 동상로
동상로(Dongsang-ro)는 전북특별자치도 완주군 소양면 화심교차로 에서 완주군 동상면 신월삼거리 을 잇는 전북특별자치도의 도로이다.

## 주요 경유지
전북특별자치도
- 완주군 (소양면 - 동상면)

## 노선
| 이름        | 접속 노선              | 소재지 | 소재지 | 비고 |
| ----------- | ---------------------- | ------ | ------ | ---- |
| 화심 교차로 | 국도 제26호선 (전진로) | 완주군 | 소양면 |      |
| 밤티교      |                        | 완주군 | 동상면 |      |
| 신월교      |                        | 완주군 | 동상면 |      |
| 신월삼거리  | 대아저수로             | 완주군 | 동상면 |      |

## 주요 시설및 건물
- 농협 고산농협 동상지점 (동상로 1404/신월리 541-3)
- 동상보건지소 (동상로 1406/신월리 541-5)
- 동상치안센터 (동상로 1407/신월리 546-2)
- 동상면행정복지센터 (동상로 1414/신월리 544)